# Elecciones parlamentarias de Ucrania de 2006
Las Elecciones al Parlamento Ucraniano se llevan a cabo el 26 de marzo de 2006. La campaña electoral oficialmente empezó el 7 de julio de 2005. Entre el 26 de noviembre hasta el 31 de diciembre de 2005, se formaron las listas de candidatos de los partidos.
La elección al parlamento ucraniano, Rada Suprema, se llevaron a cabo de acuerdo al sistema de representación proporcional de partidos, es decir, en un simple distrito electoral que abarca a todo el país, en el que se vota más a los partidos o bloques electorales que a los candidatos. En la previa elección parlamentaria, en el año 2002, la mitad del parlamento se eligió de forma proporcional, mientras que la otra mitad fue elegida en distritos electorales de mandato único.
La Constitución de Ucrania se reformó en el 2005 siguiendo las negociaciones y acuerdos durante las Elecciones presidenciales de Ucrania de 2004, aboliendo los distritos de un solo representante, reemplazándolo con una representación proporcional multirrepresentativa incrementada. La enmienda de la constitución entró en vigor el 11 de enero de 2006, transfiriendo también algunos poderes presidenciales al parlamento, haciendo a Ucrania una democracia parlamentaria presidencial.
De acuerdo con la ley electoral y el sistema adoptado, los partidos políticos o bloques electorales necesitan recabar al menos el 3% de los votos a nivel nacional para obtener un escaño en el parlamento.

## Resultados
De acuerdo con la Comisión Central Electoral de Ucrania, el 67,13% de los votantes registrados participaron en las elecciones. El 10 de abril, la Comisión Central electoral anunció los resultados finales del recuento de votos; los resultados se pueden ver en la web de la Comisión. Como resultados electorales, de un total de 45 partidos, solo 5 pasan el requerido 3% del umbral electoral (ver tabla abajo).
Comparando los resultados con las Encuestas el día antes de los comicios, no se esperaba que el partido del presidente Víktor Yúshchenko, el Bloque Nuestra Ucrania-Autodefensa Popular, recibió menos del 14% de los votos a nivel nacional, quedando tercero después del Partido de las Regiones, y el Bloque Yulia Tymoshenko.
Según los resultados preliminares, el Partido Comunista de Ucrania sufrió una sonora debacle, obteniendo menos de 4% de los votos y como resultado 21 diputados, en comparación al 20% obtenido en las Elecciones al Parlamento Ucraniano 2002.
El Bloque Popular de Oposición de Natalia Vitrenko no superó el umbral electoral, obteniendo solo el 2,93% de los votos totales registrados, quedándose a tan solo el 0,07% del necesario 3%. De acuerdo con la ley, el umbral es calculado en base al número total de papeletas de voto, incluyendo las generales de “no-confianza” (por ejemplo, las papeletas de quien vota “contra todos los partidos” presentados). Si tales votos hubiesen sido excluidos del total, el partido de Vitrenko hubiese recibido formalmente más del 3% de los votos. Las primeras declaraciones sobre los resultados de la líder del Bloque de Oposición, Natalia Vitrenko, dice que: “Basado en estos datos, la Comisión Central Electoral muestra que el número actual de votantes como 25 millones 250 mil. De acuerdo con los datos de la Comisión Central Electoral, el 2% de los votos son nulos, y el 1,8% son “contra todos”, por lo que estos deberían ser excluidos. La base para el cálculo no debería ser más de 24 millones 500 mil; ese es el 3% de los votos que la Comisión Central Electoral contabiliza para dejar fuera al Bloque”.  Sin embargo, de acuerdo con la ley electoral, el artículo 1.4 determina que “los escaños serán distribuidos entre los partidos (bloques) que obtengan no menos del 3% de los votos de los votantes que han participado en la elección”.
El grupo de partidos que no superaron el umbral electoral, como más destacado el Bloque Popular de Oposición de Natalia Vitrenko y el Bloque de Oposición "Ne Tak", hicieron reclamaciones que las elecciones habían sido en gran parte falsificadas, y solicitan un recuento de votos. Recientes informes en los medios de comunicación indican que el presidente de Ucrania también sugirió que es necesario un recuento parcial de las papeletas del 26 de marzo. Si se han producido errores significativos en el conteo de votos, será la oportunidad del Bloque de Oposición de Natalia Vitrenko para superar el 3% requerido por la ley.
Sobre el 22% de los votantes apoyaron a candidatos menores (con menos del 3%), esos partidos no obtendrán representación debido al método electoral usado de Representación Proporcional con un umbral electoral.
Luego de la primera reunión parlamentaria del 25 de mayo de 2006, largas negociaciones tuvieron lugar para la formación de la coalición gobernante. Un acuerdo de 'Coalición Naranja' entre (1) Bloque de Yulia Tymoshenko, (2) Bloque Nuestra Ucrania, y (3) Partido Socialista de Ucrania fue logrado para formar gobierno el 22 de junio. El pacto de coalición fue firmado después por el Presidente de Ucrania Víktor Yúshchenko superando sus previas reticencias a que Yuliya Tymoshenko fuese primera ministra.
El pacto fue roto cuando los Socialistas decidieron crear una coalición con el Partido Comunista y el Partido de las Regiones. El líder de los Socialistas Oleksandr Moroz, fue elegido Presidente de la Rada Suprema el 6 de julio. Víktor Yanukóvich fue nombrado primer ministro el 4 de agosto, con el respaldo del bloque rival “Nuestra Ucrania”, después del acuerdo de partidos para las principales políticas estatales expresada en la
Proclama Universal de Unidad Nacional
Resumen de las elecciones al Parlamento Ucraniano del 26 de marzo de 2006. Resultados Finales
| Partidos y Bloques (partidos y bloques con al menos el 0,3% de los votos a nivel nacional) | Votos      | %     | Asientos |
| Partido de las Regiones (Партія регіонів) | 8.148.745  | 32,14 | 186      |
| Bloque Electoral Yulia Tymoshenko (Блок Юлії Тимошенко) - Unión Panucraniana de la Madre Patria (Всеукраїнське об'єднання "Батьківщина") - Partido Social Demócrata Ucraniano (Українська Соціал-Демократична Партія) | 5.652.876  | 22,29 | 129      |
| Bloque Nuestra Ucrania (Блок Наша Україна) - Unión Popular Nuestra Ucrania (Народний союз "Наша Україна") - Partido de los Industriales y Empresarios de Ucrania (Партія промисловців і підприємців України) - Movimiento Popular de Ucrania (Народний рух України) - Unión Cristiano Demócrata (Християнсько-демократичний союз) - Asamblea Partido Popular Ucraniano (Українська Народна Партія Собор) - Congreso de Nacionalistas Ucranianos (Конгрес Українських Націоналістів) | 3.539.140  | 13,95 | 81       |
| Partido Socialista de Ucrania (Соціалістична партія України) | 1.444.224  | 5,69  | 33       |
| Partido Comunista de Ucrania (Комуністична партія України) | 929.591    | 3,66  | 21       |
| Bloque de Oposición Popular de Natalia Vitrenko (Блок Наталії Вітренко Народна Опозиція) - Partido Progresista Socialista de Ucrania (Прогресивна соціалістична партія України) - "Partido Unión Ruso-Ucraniana" (Партія "Русько-Український Союз (Русь)") | 743.704    | 2,93  | 0        |
| Bloque Popular Lytvýn (Народний блок Литвина ) - Partido Popular (Народна Партія) - Partido de la Unión Panucraniana de la Izquierda "Justicia" (Партія Всеукраїнського Об'єднання Лівих "Справедливість") - Partido Democrático Campesino de Ucrania (Українська Селянська Демократична Партія) | 619.905    | 2,44  | 0        |
| Bloque Nacional Ucraniano de Kostenko y Plyushch (Український Народний Блок Костенка і Плюща) - Partido de Campesinos Libres y Empresarios de Ucrania (Партія Вільних Селян і Підприемців України) - Partido Político "Ucrania Unida" (Політична Партія "Україна Соборна") - Partido Popular Ucraniano (Українська Народна Партія) | 476.155    | 1,87  | 0        |
| Viche (Віче) | 441.912    | 1,74  | 0        |
| "Bloque PORA - Partido de Reformas y Orden" (Блок Пора-Партія Реформи і Порядок) - Pora (Пора!) - Partido de Reformas y Orden (Партія Реформи і Порядок) | 373.478    | 1,47  | 0        |
| Bloque Opositor "Ne Tak" (Опозиційний Блок "Не Так") - Partido Social Demócrata Unido de Ucrania (Соціал-демократична партія України (об'єднана)) - Partido Republicano de Ucrania (Республіканська Партія України) - Mujeres para el Futuro Unión Política Panucraniana (Жінки за Майбутнє) - Partido Político "Unión Panucraniana de Centro" (Всеукраїнський Союзний Центр) | 257.106    | 1,01  | 0        |
| Partido "Renacimiento" (Партія "Відродження") | 245.188    | 0,96  | 0        |
| Bloque de Yuriy Karamazin (Блок ЮРІЯ КАРМАЗІНА) | 165.881    | 0,65  | 0        |
| Partido Verde de Ucrania (Партія Зелених України) | 137.858    | 0,54  | 0        |
| Partido Nacional Democrático de Ucrania (Bloque NDP) (Блок НДП) | 126.586    | 0,49  | 0        |
| Partido de Protección Ambiental "EKO+25%" (Політична партія "Партія екологічного порятунку "ЕКО+25%") | 120.238    | 0,47  | 0        |
| Partido Ucraniano "Planeta Verde" (Українська партія "Зелена планета") | 96.734     | 0,38  | 0        |
| Unión Panucraniana "Libertad" (Всеукраїнське об’єднання "Свобода") | 91.321     | 0,36  | 0        |
| Partido Campesino de Ucrania (Селянська партія України) | 79.160     | 0,31  | 0        |
| Bloque de Lazarenko ("Блок Лазаренка") | 76.950     | 0,30  | 0        |
| Otros (menos del 0,30%) | 645.383    | 2,58  | 0        |
| Contra todos | 449.650    | 1,77  | -        |
| Papeletas inválidas | 490.595    | 1,93  | -        |
| Total | 25.352.380 | 100   | 450      |
| Fuente: Comisión Electoral Central de Ucrania (en inglés) |            |       |          |

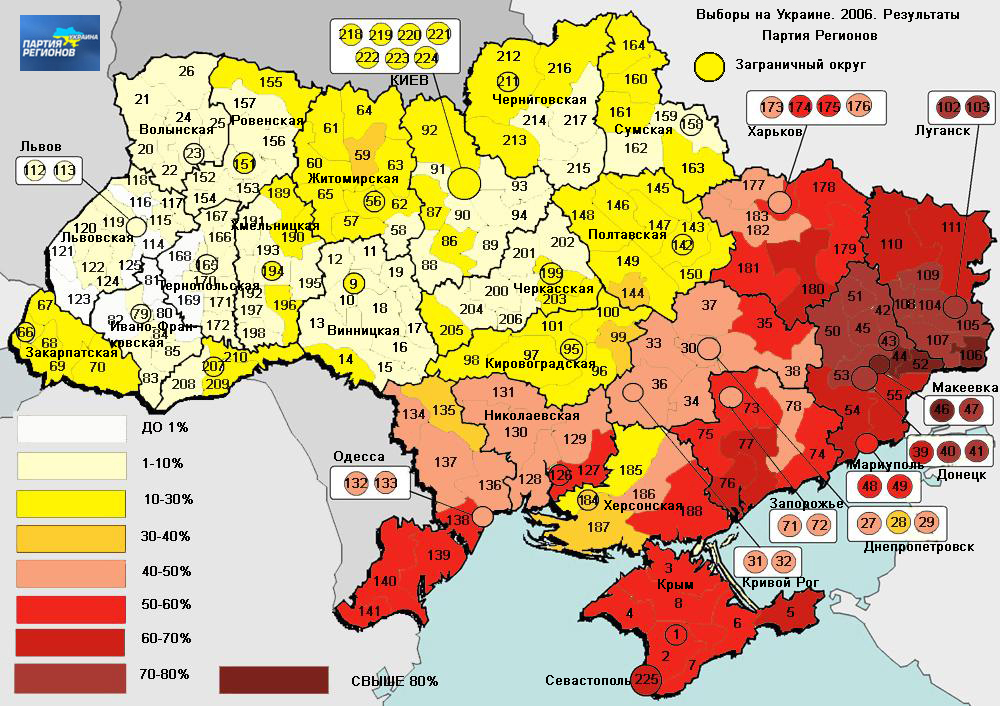
Distribución de votos en los 225 distritos electorales:Partido de las Regiones
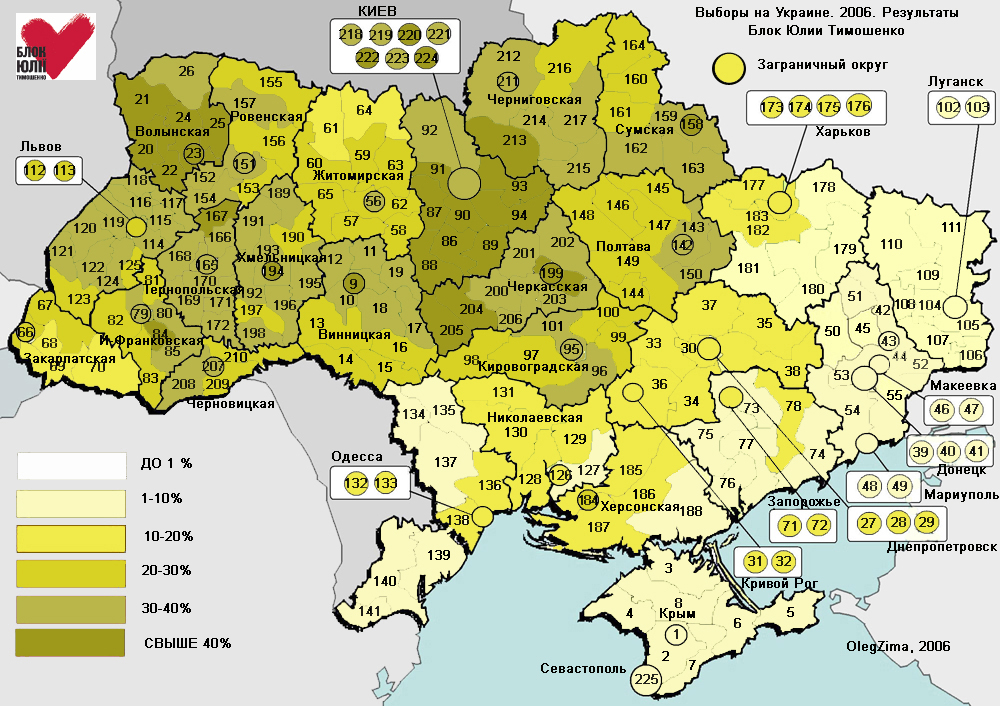
Distribución de votos en los 225 distritos electorales:Bloque Yulia Tymoshenko
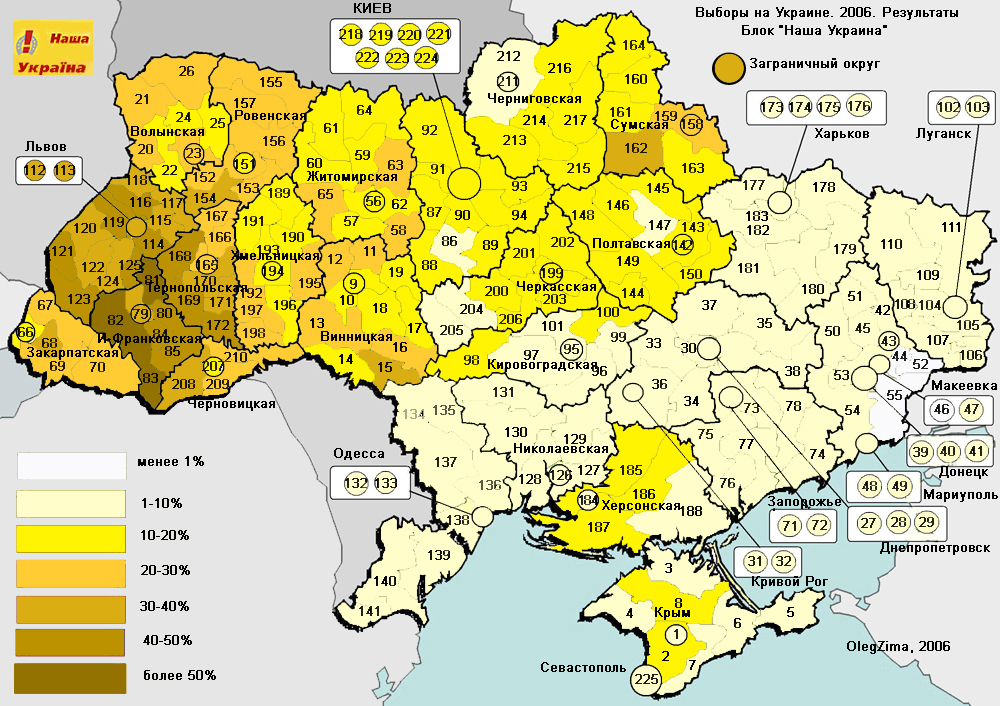
Distribución de votos en los 225 distritos electorales:Nuestra Ucrania
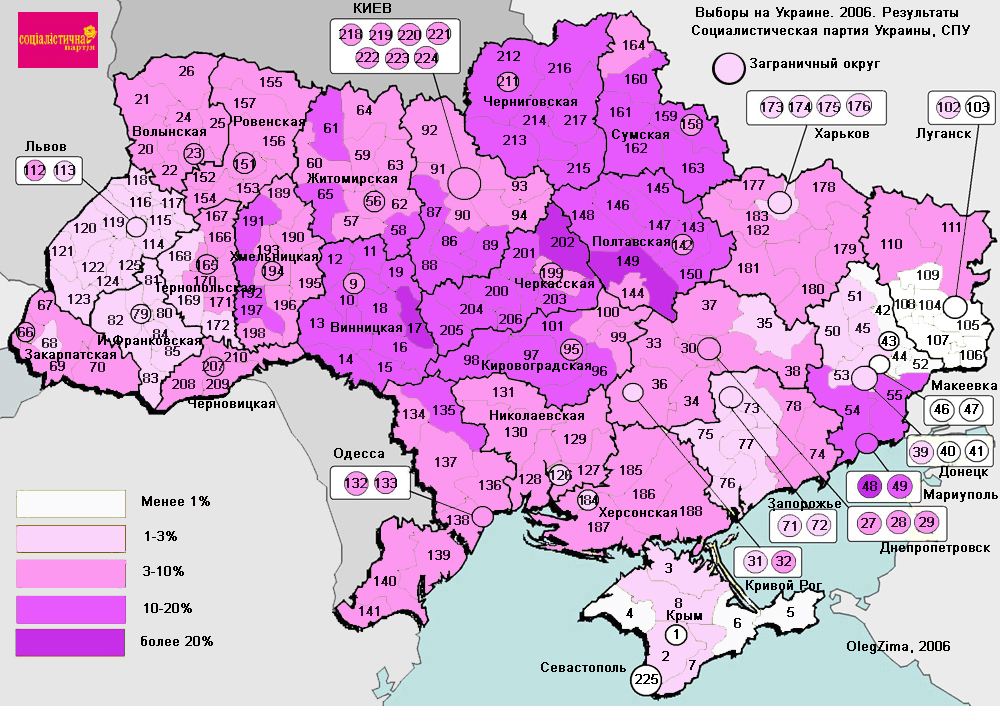
Distribución de votos en los 225 distritos electorales:Partido Socialista de Ucrania
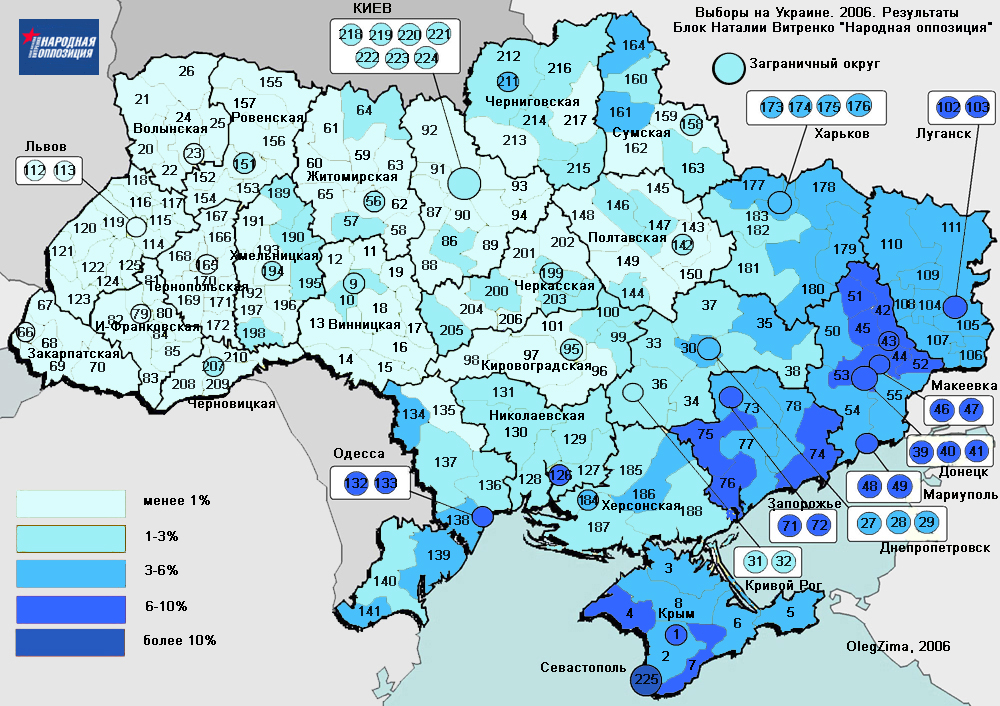
Distribución de votos en los 225 distritos electorales:Oposición Popular Bloque de Natalia Vitrenko

## Reacción Internacional
De acuerdo con el canal árabe Al-Yazira, el Partido de las Regiones alega que las elecciones generales estuvieron plagadas de irregularidades y una deficiente organización en el momento de los primeros resultados. Pero reconociendo algunos problemas organizativos, la mayoría de los partidos y observadores occidentales mayoritariamente certifican la transparencia de la votación. 
El periódico ruso Izvestia predijo que Ucrania puede esperar más inestabilidad política y empeoramiento de la situación económica. 
De acuerdo con la revista rusa Gazeta.ru, Tymoshenko, Yúshchenko y los socialistas pueden formar coalición. Yulia Tymoshenko está segura de poder ser primera ministra. Yúshchenko y el presidente Georgiano Mijeíl Saakashvili se felicitaron por su victoria.  Archivado el 3 de marzo de 2016 en Wayback Machine., Archivado el 3 de marzo de 2016 en Wayback Machine., Archivado el 4 de marzo de 2016 en Wayback Machine.
De acuerdo con la publicación rusa RIAN, Tymoshenko promete reconsiderar el acuerdo del gas Ruso-Ucraniano. 
El Washington Post informa que el partido de Yúshchenko ha sido hundido en la humillación del tercer puesto en las elecciones parlamentarias, y el partido prorruso del hombre derrotado en las presidenciales 16 meses antes, aparece en cabeza con una clara victoria, de acuerdo con los primeros sondeos. El Partido de las Regiones, liderado por Víktor Yanukóvich, que había sido derrotado por Yúshchenko en el 2004 después de masivas protestas callejeras conocidas como la Revolución Naranja, se asegura el 33,3% de los votos, de acuerdo con un sondeo. El segundo sondeo electoral, da a su partido el 27,5%. 
El 27 de marzo, la cadena árabe Al-Yazira anuncia que Yuliya Tymoshenko, la antigua primera ministra, ha conseguido el triunfo en las elecciones parlamentarias con su propio bloque, colocándose segunda, y con posibilidades de formar coalición de gobierno. El partido prorruso de Las Regiones, de Viktor Yanukovich, ganó más escaños, pero Tymoshenko emerge como una figura política rejuvenecida, diciendo que la liberal "Revolución Naranja" puede alcanzar lo suficiente para dejar al partido prorruso en la oposición. Los resultados fueron una doble humillación para el presidente Yúshchenko. 
De acuerdo con la publicación Forbes.com, Tymoshenko urgió a la reconciliación de los aliados de la Revolución Naranja para formar un frente unido contra los prorrusos, que estaba liderando los primeros resultados de las elecciones del fin de semana. Propone conversaciones para formar coalición, que se supone realizarán el lunes, pero que definitivamente se han retrasado. Archivado el 3 de septiembre de 2020 en Wayback Machine.
De acuerdo con la publicación rusa en Internet, Lenta.ru, los seguidores del partido de Vitrenko plantaron tiendas y empezaron a boicotear las afirmaciones de la Comisión Electoral Central de Ucrania con protestas por supuestas violaciones. . De acuerdo con la agencia Interfax-Ukraine, la mayoría de las tiendas estaban vacías. 

## Partidos y Bloques Electorales Registrados
En total, de los 45 partidos registrados para estas elecciones, solo 5 han superado el mínimo del 3% de umbral electoral requerido en las elecciones del Parlamento Ucraniano. Los escaños en la Rada Suprema se reparten entre aquellos que han obtenido más del 3% de acuerdo con el Método del resto mayor, usando el Cociente Hare. Cada partido con más del 3%, se le asigna un representante por cada 1/450 (aproximadamente el 0,22%) del total de los votos obtenidos por los partidos que superaron el umbral. Los escaños restantes serán asignados a los partidos con las mayores fracciones restantes del 1/450 del total de votos asignados a los partidos que superaron el 3%.
 Número del Partido o Bloque Electoral (número de candidatos):
(Partidos o bloques que han obtenido al menos el 3% de los votos están en negrita)
| - Partido Comunista de Ucrania (449) - Partido de las Regiones (446) - Movimiento Popular de Ucrania para la Unidad (42) - Partido de Protección Social (20) - Partido Político “Capital Europea” (35) - Bloque de “Oposición Popular” (390) - Partido de “Unión Ruso Ucraniana" - Partido Progresista Socialista de Ucrania - Partido Panucraniano de Confianza Popular (41) - Bloque Lazarenko (130) - Partido “Unión Social Demócrata" - Partido Político de Unión Panucraniana "Hromada" - Partido Social Democrático de Ucrania - Bloque "Nuestra Ucrania" (393) - Congreso de Nacionalistas Ucranianos - Movimiento de la Gente de Ucrania - Partido de los Industriales y Empresarios de Ucrania - Partido de Unión Cristiano Demócrata - Partido Político Unión Popular Nuestra Ucrania - Partido Republicano Ucraniano “Asamblea” - Bloque Popular Lytvýn (444) - Partido Popular - Partido de la Unión Panucraniana de la Izquierda "Justicia" - Partido Campesino Democrático Ucraniano - Partido Nacional de Desarrollo Económico de Ucrania (24) - Bloque Yuliya Tymoshenko (409) - Unión Panucraniana de la Patria - Partido Social Demócrata Ucraniano - Partido Socialista de Ucrania (390) - Bloque Electoral Yevhen Marchuk - "Unidad" (82) - Partido de la Libertad - Partido “Solidaridad de las Mujeres de Ucrania" - Partido Ucraniano “Unidad” - Bloque Electoral de Partidos Políticosa de Borys Olijnyk y Myhailo Syrota (99) - Partido Político “Informacional Ucrania” - Partido Político “Partido de la Salud” - Partido del Trabajo de Ucrania - "Bloque Opositor NE TAK!" (NO SI!) (441) - Partido Social Demócrata Unido de Ucrania - Partido Republicano de Ucrania - "Mujeres para el Futuro" Unión Política Panucraniana - Partido Político Unión Panucraniana de Centro - Bloque Ucraniano Popular de Kostenko y Plyusch (216) - Partido de Campesinos Libres y Empresarios de Ucrania - Partido Política “Colección Ucrania” - Partido Ucraniano Popular - Partido Verde de Ucrania (87) | - Bloque NDP (376) - Partido Democrático de Ucrania - Partido Democrático Popular - Partido Cristiano Demócrata de Ucrania - Partido Cristiano Liberal de Ucrania - Partido "Viche" (58) - Partido Social Cristiano (36) - Partido Conservador Ucraniano (31) - Partido de los Pensionistas de Ucrania (93) - Partido Político “¡Adelante, Ucrania!” (77) - Bloque Electoral “Estado-Sindicato” (263) - Partido Panucraniano de Trabajadores - Partido Político “Estado” - Bloque Electoral de Partidos Políticos “PARA LA UNIÓN” (83) - Partido “Ucrania Socialista” - Partido "Unión" - Partido Político "Patria" - Partido Eslavo - Partido "Renacimiento" (86) - Partido Político "Ucrania Trabajadora" (20) - Partido Ucraniano "Planeta Verde" (28) - Bloque Electoral "Poder para la Gente" (173) - Partido Panucraniano de la Espiritualidad y Patriotismo - Partido Panucraniano de Chernóbyl “Para el bienestar y protección social de la gente” - Partido de protección a los pensionistas de Ucrania - Partido Panucraniano “Nueva Fuerza” (185) - "Bloque Civil PORA-PRP" (244) - Partido Civil "Pora" - Partido "Reformas y Orden" - Partido Liberal de Ucrania (43) - Partido Político de Ucrania “Partido de las políticas de Putin (162) - Partido Social Ecológico “Unión. Chernóbyl, Ucrania”. (54) - Bloque "Patriotas de Ucrania" (99) - Partido Patriótico de Ucrania - Partido Nacional Conservador de Ucrania - "Bloque Yuriy Karmazin " (59) - Partido Panucraniano de Paz y Unidad - Partido de Defensores de la Patria - Partido “Unión Nacional Democrática “Ucrania”” - Partido de Fuerzas Patrióticas de Ucrania (103) - Partido Político “Partido de Rescate Ecológico "EKO+25%"” (140) - Partido Político Tercera Fuerza (208) - Asamblea Popular Ucraniana (22) - Unión Panucraniana “Libertad” (109) - Partido Campesino de Ucrania (65) - Bloque sin partido “Sol” (129) - Partido Ucraniano del Honor, Combate de la Corrupción y el Crimen Organizado (44) |

## A la Salida de los Colegios Electorales
| Sondeos a la salida de los Colegios 2006 | Sondeos a la salida de los Colegios del Servicio Sociológico Ucraniano | Sondeos a la salida de los Colegios "FOM-Ukraine" |
| --- | --- | --- |
| - Partido de las Regiones - 33.28% - Bloque Yuliya Tymoshenko - 22.72% - Bloque "Nuestra Ucrania" - 13.53% - Partido Socialista de Ucrania - 5.37% - Partido Comunista de Ucrania - 3.46% - Bloque Nataliya Vitrenko - 3.35% - Bloque Volodýmyr Lytvýn- 2.7% - "Viche" - 2.2% - Pora-PPR - 1.34% - Bloque Plyusch-Kostenko - 1.72% - "Ne Tak" - 1.2% - Contra Todos - 1.16% | - Partido de las Regiones - 27.5% - Bloque Yuliya Tymoshenko - 21.6% - Bloque "Nuestra Ucrania" - 15.6% - Partido Socialista de Ucrania - 5.5% - Bloque Volodýmyr Lytvýn - 5.1% - Partido Comunista de Ucrania - 4.7% - Bloque Nataliya Vitrenko - 3.2% - "Ne Tak" - 2.8% - Pora-PPR - 2.7% - "Viche" - 1.9% - Contra Todos - 1.72% | - Partido de las Regiones - 31.4% - Bloque Yuliya Tymoshenko - 22.9% - Bloque "Nuestra Ucrania" - 17% - Partido Socialista de Ucrania - 6.9% - Partido Comunista de Ucrania - 3.9% - Bloque Nataliya Vitrenko - 2.9% - Bloque Volodýmyr Lytvýn - 2.5% - Bloque Plusch-Kostenko - 1.7% - "Viche" 1.4% - Pora-PPR - 1.3% - "Ne Tak" - 1.1% - Contra Todos - 1.8% |

Fuente: Korrespondent.net

## Encuestas el día antes de los comicios
De acuerdo con los primeros sondeos, los que iban en cabeza eran el Partido de las Regiones con el 34%, y el Bloque Yulia Tymoshenko con el 24%, igual que el Unión Popular Nuestra Ucrania del Presidente Yúshchenko.
Otras dos fuerzas políticas se aseguran el paso de la barrera del 3%, y son el Partido Socialista de Ucrania liderado por Oleksandr Moroz y el bloque del en ese momento portavoz de la Rada Suprema, Volodýmyr Lytvýn (basado en el antiguo Partido Agrario Ucraniano, renombrado como Partido Popular).
El Partido Comunista de Ucrania, poco a poco empieza a recibir menos y menos votos en cada elección (25% en 1998, 20% en 2002), se espera que continúe el declive en el apoyo de los votantes.
Pocos partidos presentaron más de 400 candidatos, y ningún partido por sí solo ha conseguido que se elijan más de 200 miembros. Para formar gobierno, la constitución ucraniana, los partidos necesitan formar coalición con dos o más bloques de votos dentro del primer mes siguiente a la declaración de los resultados.

### Centro Razumkov de Encuestas
Cada 2 semanas,Razumkov Centre Archivado el 9 de mayo de 2008 en Wayback Machine. elabora un sondeo de representación nacional.
La Tabla 1 muestra los resultados de los partidos que pasarían el 3% del umbral electoral.
| Partido o bloque electoral                   | Nov. 2005 | Ene. 2006 (1) | Ene. 2006 (2) |
| -------------------------------------------- | --------- | ------------- | ------------- |
| Partido de las Regiones                      | 17.5%     | 24.7%         | 27.4%         |
| Bloque "Nuestra Ucrania"                     | 13.5%     | 15.4%         | 16.9%         |
| Bloque Yuliya Tymoshenko                     | 12.4%     | 12.0%         | 12.7%         |
| Partido Socialista de Ucrania                | 5.6%      | 4.6%          | 6.3%          |
| Partido Comunista de Ucrania                 | 5.8%      | 4.6%          | 6.2%          |
| Bloque Popular de Lytvýn                     | 3.3%      | 3.0%          | 3.4%          |
| Bloque "Oposición Popular" Nataliya Vitrenko | 2.6%      | 2.5%          | 1.8%          |
| Otros                                        | 5.3%      | 7.7%          | 7.4%          |
| Against all                                  | 6.7%      | 3.9%          | 4.1%          |
| No votarán                                   | 6.4%      | 2.5%          | 3.1%          |
| No sabe - No opina                           | 20.9%     | 19.1%         | 10.5%         |
| No contesta                                  | -         | -             | 0.2%          |
| Total                                        | 100.0%    | 100.0%        | 100.0%        |
| numbero de encuestados                       | 1993      | 2290          | 2016          |
| precisión (valor-p)                          | 2.3%      | 2.1%          | 2.3%          |

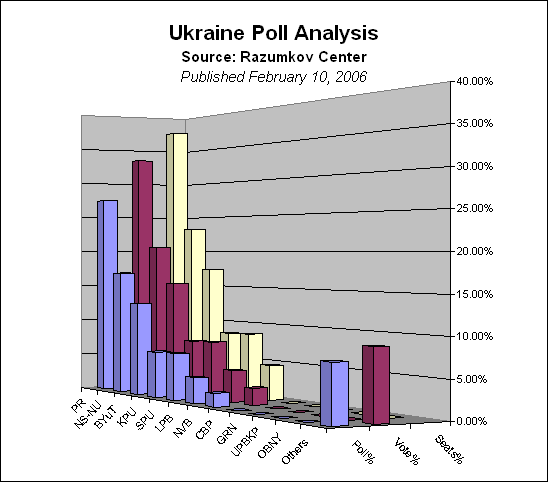
Gráfico que muestra el último muestreo #3 de enero, hecho por Razumkov, publicado en febrero de 2006.

Los últimos sondeos Razumkov muestra la consodilación de la opinión de los votantes, y si el resultado de la votación son verdaderas indicaciones de la intención de los votantes será sobre el 90% de los votantes registrados. El voto en Ucrania no es obligatorio. Los votos bajo el úmbral del 3% son descartados e incrementan la participación proporcional para la asignación de escaños para los partidos/bloques que si lo superan. Hay sobre el 10,5% de votantes indecisos.

### Instituto de Encuestas Sociológicas de Kiev
El Instituto Sociológico Internacional de Kiev presenta el último sondeo el 9 de febrero, sobre la base de la encuesta realizada entre el 20-27 de enero.
Tabla 2 muestra los resultados de las votaciones elaborada por el Instituto Sociológico Internacional de Kiev, de los partidos que se espera superen el umbral del 3%.

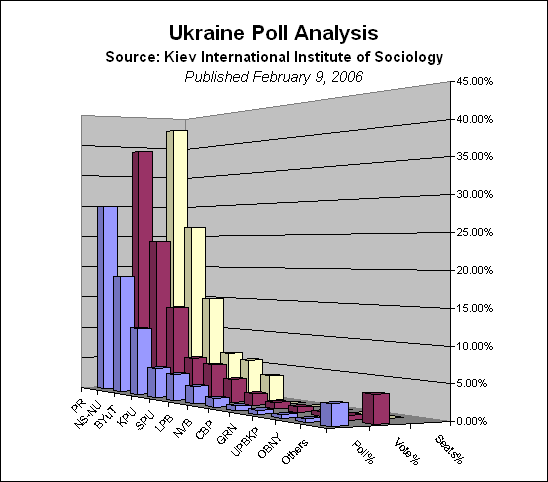
Gráfico mostrando el resultado de las votaciones hecha por el Instituto Sociológico Internacional de Kiev, publicada en febrero de 2006.

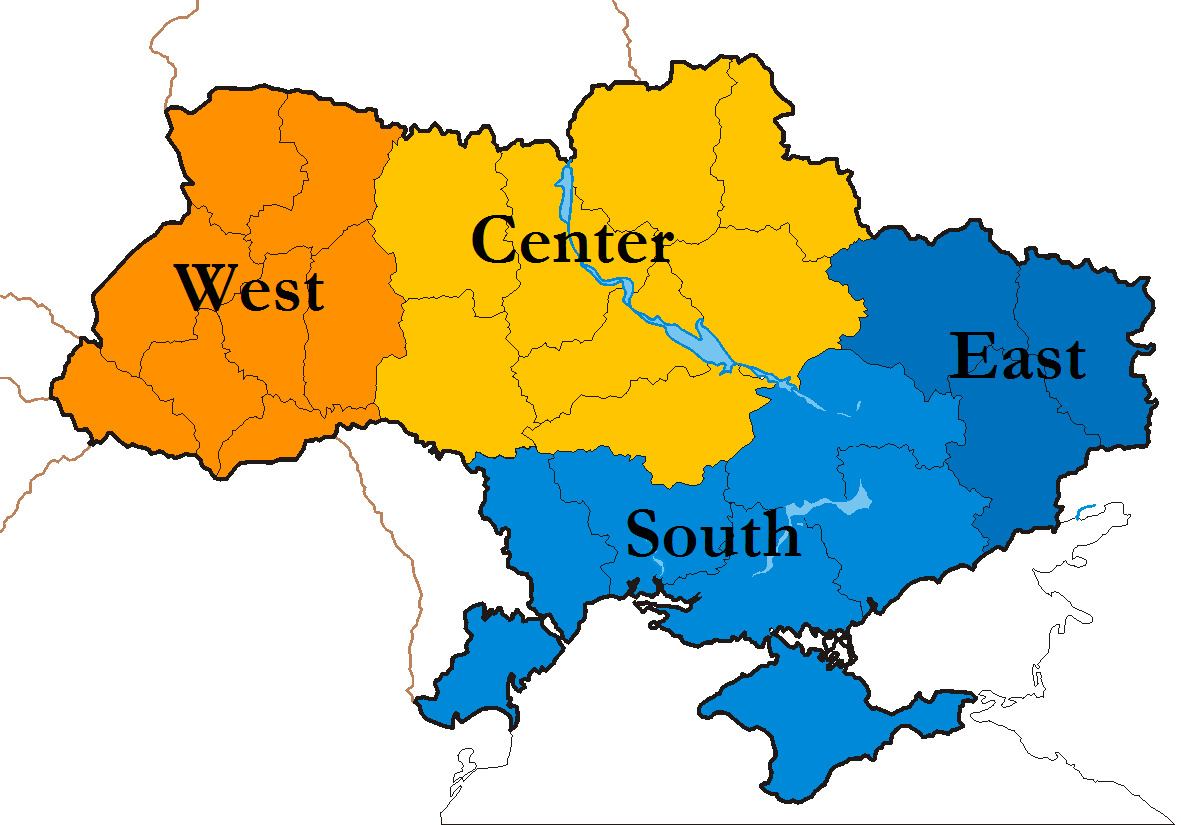
División regional usada por el KIIS para su estudio.

| Partido o bloque electoral                     | Ucrnia | Oeste  | Centro | Sur    | Este   |
| ---------------------------------------------- | ------ | ------ | ------ | ------ | ------ |
| Partido de las Regiones                        | 29.9%  | 5.0%   | 8.5%   | 43.5%  | 68.1%  |
| Bloque "Nuestra Ucrania"                       | 18.5%  | 38.4%  | 23.4%  | 9.6%   | 2.3%   |
| Bloque Yuliya Tymoshenko                       | 10.4%  | 16.6%  | 16.6%  | 5.3%   | 2.0%   |
| Partido Socialista de Ucrania                  | 4.0%   | 2.1%   | 8.9%   | 2.0%   | 1.5%   |
| Partido Comunista de Ucrania                   | 4.5%   | 0.9%   | 4.3%   | 6.5%   | 6.0%   |
| Bloque Popular Lytvýn                          | 2.6%   | 1.8%   | 3.8%   | 3.7%   | 0.4%   |
| Bloque "Oposición Popular" Nataliya Vitrenko   | 1.3%   | 0.7%   | 0.3%   | 2.5%   | 1.8%   |
| Bloque Cívica" Pora"                           | 0.7%   | 1.9%   | 0.3%   | 0.7%   | 0.2%   |
| Partido Verde                                  | 0.6%   | 0.3%   | 1.0%   | 0.6%   | 0.2%   |
| Bloque Popular Ucraniano de Kostenko y Plyusch | 0.5%   | 1.1%   | 0.7%   | 0.2%   | 0.0%   |
| Bloque Opositor "Ne Tak"                       | 0.5%   | 0.6%   | 0.2%   | 0.7%   | 0.7%   |
| Otros (menos del 0.4% cada uno)                | 3.0%   | 1.6%   | 4.1%   | 3.6%   | 1.9%   |
| Indecisos                                      | 13.5%  | 20.5%  | 13.7%  | 12.6%  | 7.3%   |
| Contra todos                                   | 5.7%   | 4.2%   | 10.2%  | 3.3%   | 4.0%   |
| No vota                                        | 4.3%   | 4.3%   | 4.0%   | 5.2%   | 3.6%   |
| Total                                          | 100.0% | 100.0% | 100.0% | 100.0% | 100.0% |

El mapa de la derecha muestra las divisiones regionales no-administrativas usadas por el KIIS:
- La región occidental (naranja) comprende ocho óblast: Volinia, Rivne, Lviv, Ivano-Frankivsk, Ternopil, Khmelnyskyi, Transcarpatia y Chernivtsi.
- La región central (amarillo) compuesta por los óblast de Zhytomyr, Vinnytsia, Kirovhrad, Cherkasy, Poltava, Sumy, Chernihiv y Kiev.
- La región sur (azul claro) compuesta de Dnipropetrovsk, Odessa, Mykolayiv, Kherson, Zaporizhzhia, la República Autónoma de Crimea y la ciudad de Sebastopol.
- La región oriental (azul oscuro) compuesta por los óblast de Kharkiv, Donetsk y Lugansk.